# Abhang

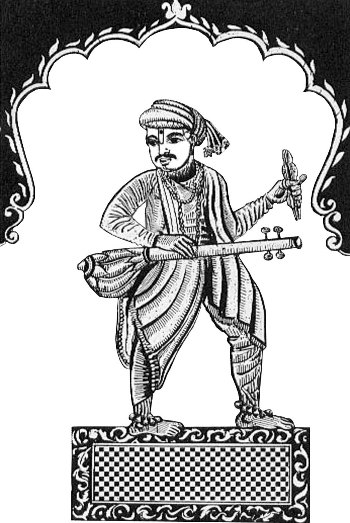
Tukaram

Abhang is een vorm van devote Indiase of Hindoestaanse dichtkunst, die gezongen werd om de Hindoe godheid Vitthala (ook wel Vithoba) te vereren. Abhangs werden voor het eerst gezongen door Tukaram in de oorspronkelijke taal, het Marathi. Tukaram was een 17e-eeuwse dichter, die woonde in een stadje met de naam Dehu, nabij het moderne Poona. Hij was een populair dichter en een leidend figuur in de Bhakti beweging van die tijd, die probeerde om de nadruk weer te vestigen op devotie en liefde voor de godheid, in tegenstelling tot de blinde gehoorzaamheid die in rituelen en arcadische religieuze praktijken plaatsvonden.
Sommigen zien het begrip 'abhang' ook als raga, hoewel feitelijk dat niet juist is. Wel wordt een abhang muzikaal op diverse raga's gebaseerd en uitgevoerd. 